# 古宾奶酪
古宾奶酪（英語：Gubbeen Cheese）產自愛爾蘭南部，於1980年發明。古宾芝士外形呈扁平的圓形狀，外殼為黃色，散發著一種強烈的氣味。古宾芝士在發售前的三星期起，要每天以鹽水涮洗。